# Echinops himantophyllus
Echinops himantophyllus là một loài thực vật có hoa trong họ Cúc. Loài này được Mattf. mô tả khoa học đầu tiên năm 1924.